# Морияма, Маюми
Маюми Морияма (яп. 森山 眞弓 Морияма Маюми, 7 ноября 1927 — 14 октября 2021) — японский политик, член либерально-демократической партии.

## Биография
Родилась в Токио 7 ноября 1927 года. Её отец был бизнесменом, мать домохозяйкой. В 1947 году окончила колледж Цуда. В 1950 году получила степень магистра в области права в Токийском университете.
В 1950-80 годах работала в министерстве труда. В 1980 году была избрана в Палату советников, дважды переизбиралась. В 1996 году была избрана членом Палаты представителей. 26 августа 1989 года была назначена главным секретарём Кабинета министров Японии. Она стала первой женщиной, назначенной на этот пост. Через 6 месяцев, в январе 1990 года, была снята с поста.
В 1992—1993 годах являлась министром образования.
С 26 апреля 2001 года по 19 ноября 2003 года занимала пост министра юстиции.
В 2007—2013 годах являлась главой университета Хакуо.

### Личная жизнь
Вдова политика Киндзи Мориямы.